# 土産菓子

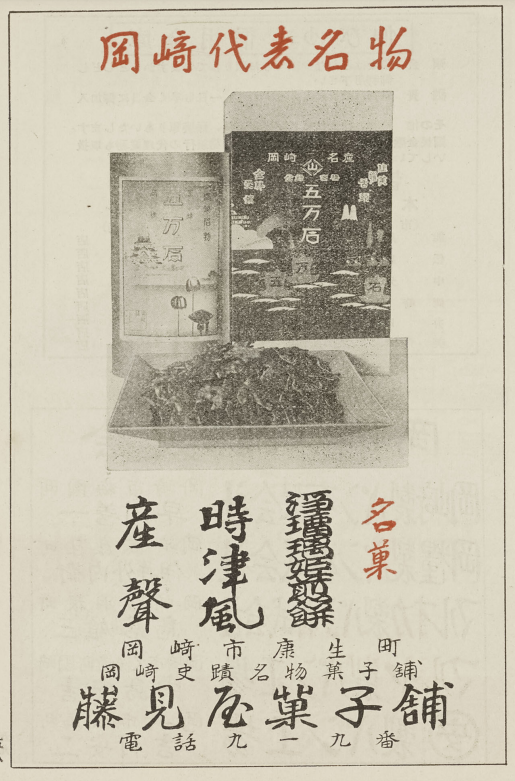
愛知県の土産菓子の広告（1950年代）

土産菓子（みやげがし、みやげかし）とは、土産として売り出すことを目的として作られる菓子のことである。また地方でしか作られていないため、土産として購入される菓子のことも指す。
以下、この項目では「銘菓・名菓」・「郷土菓子」・「地域限定菓子」に分類できるものも、全て「土産菓子」として扱う。

## 土産菓子とその歴史
元は神仏への供え物（神饌）として作られた菓子が、そのまま境内において売られ始め、次第に供え物と関係のない菓子までも売られるようになり、参拝者が土産として購入し持ち帰ったことが起源と言われている。
茶道が安土桃山時代において発展すると「お茶請け」としての菓子が発展し始め、また同じ時期に南蛮菓子が渡来し、これらが文化の中心地であった京都近辺に大きな影響をもたらした。また南蛮菓子はキリスト教の布教と共に九州北部近辺にも影響を与えている。
江戸時代に入ると街道での往来が増えていき、途中の茶店において売られていた菓子などが、様々な旅人からの話を元に独自の発展をしていった。また旅人が口伝えなどで、旅先において売られていた菓子の存在を広めていったことが、地方において菓子が発展する契機として最も大きい。この頃には京都や江戸などで茶道を学んだ地方の藩主が、地元の城下町においてお茶請けとしての菓子製造を奨励した例もあり、松江藩や加賀藩などが有名である。
江戸時代中期になると和三盆などの精糖技術が確立したことにより、各地に白砂糖が伝わったことが地方の菓子製法に大きな影響をもたらした。そして明治維新以降は食材の多様化および洋菓子の一般化により、多くの土産菓子はこの頃、現在に通ずる製法を確立させている。
土産菓子は保存の関係で干菓子を除いては「地産地消」されるのが主だったが、現在は交通および流通の高速化や保存技術の発達により、全国的に販売消費されるようになっている。

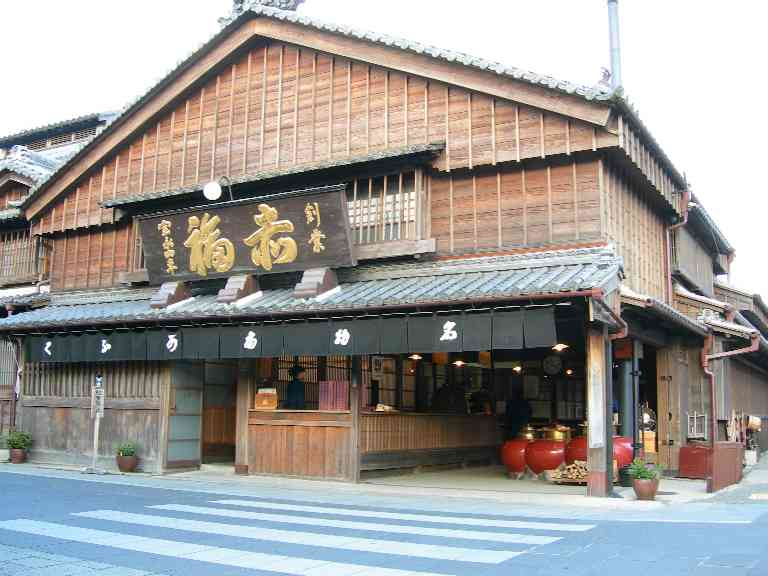
赤福
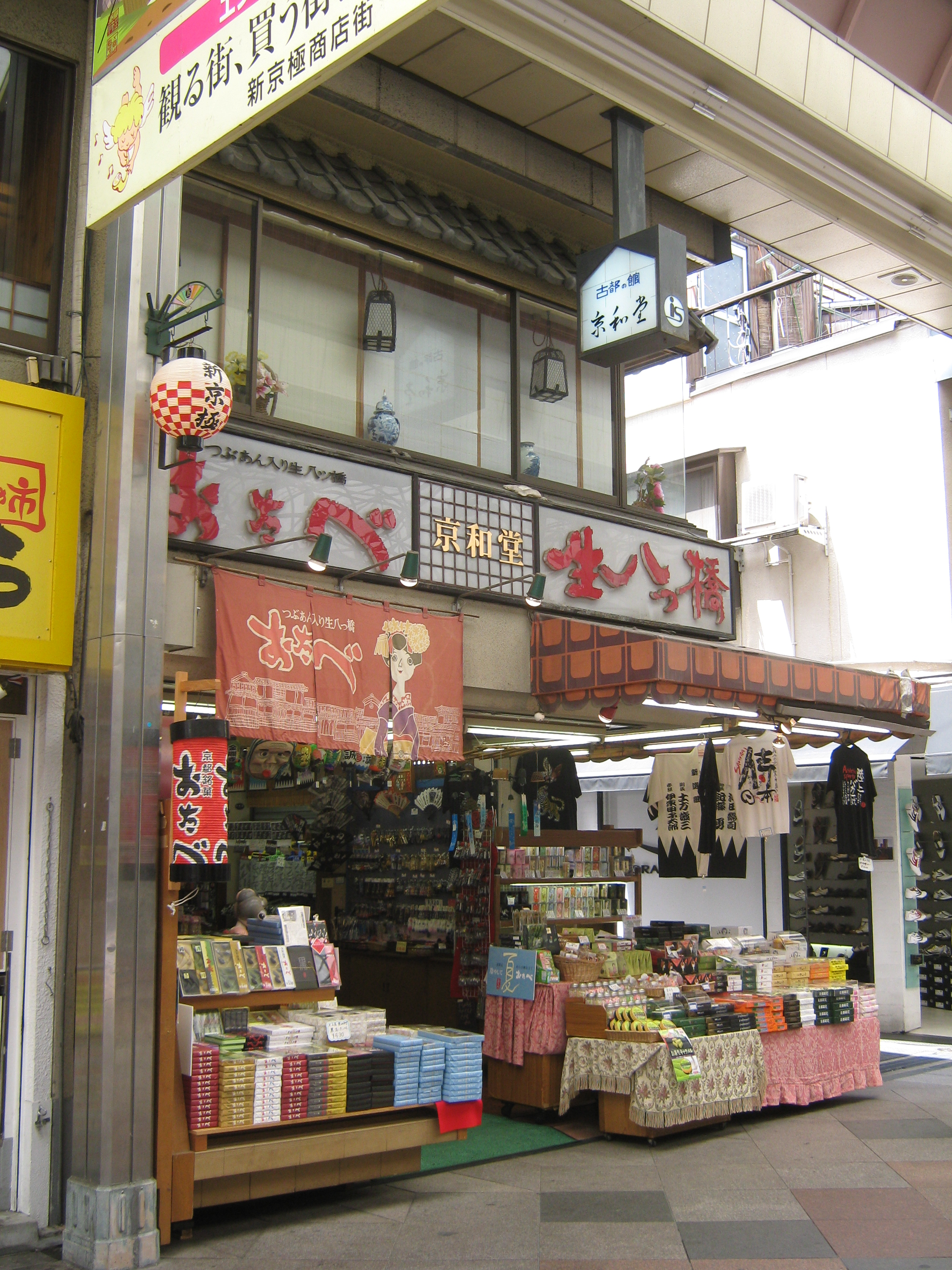
八ツ橋
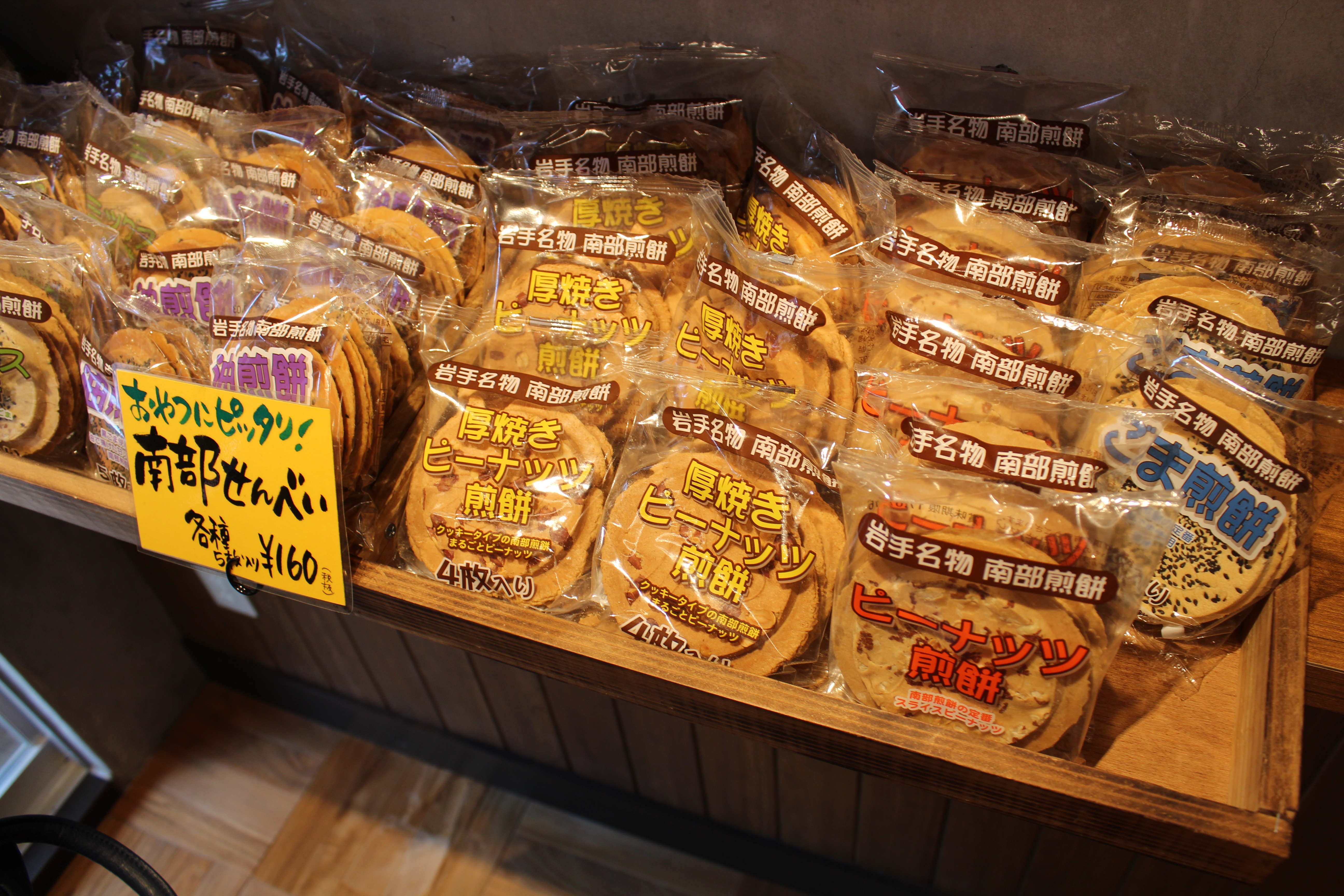
南部せんべい
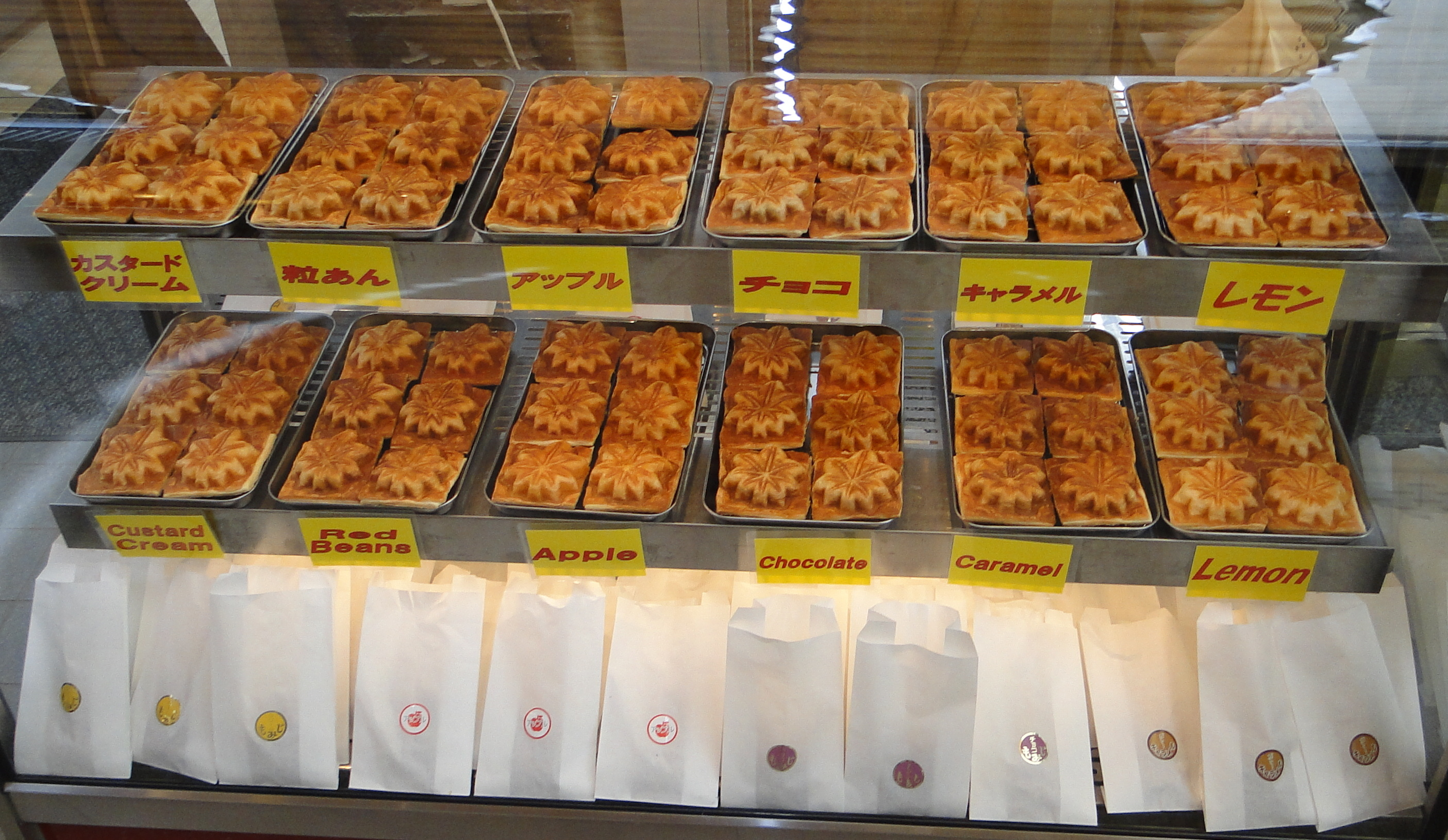
もみじ饅頭
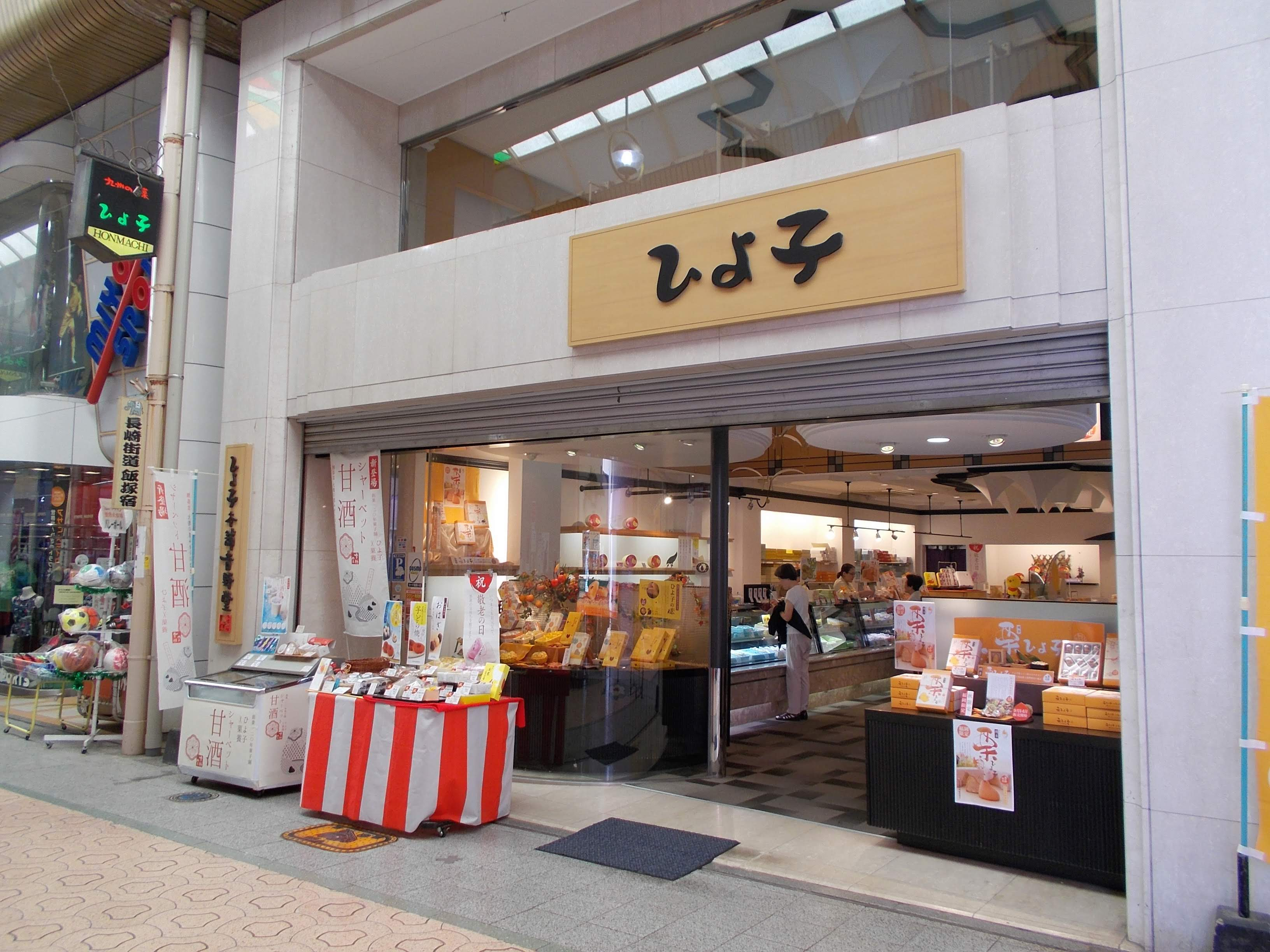
ひよ子
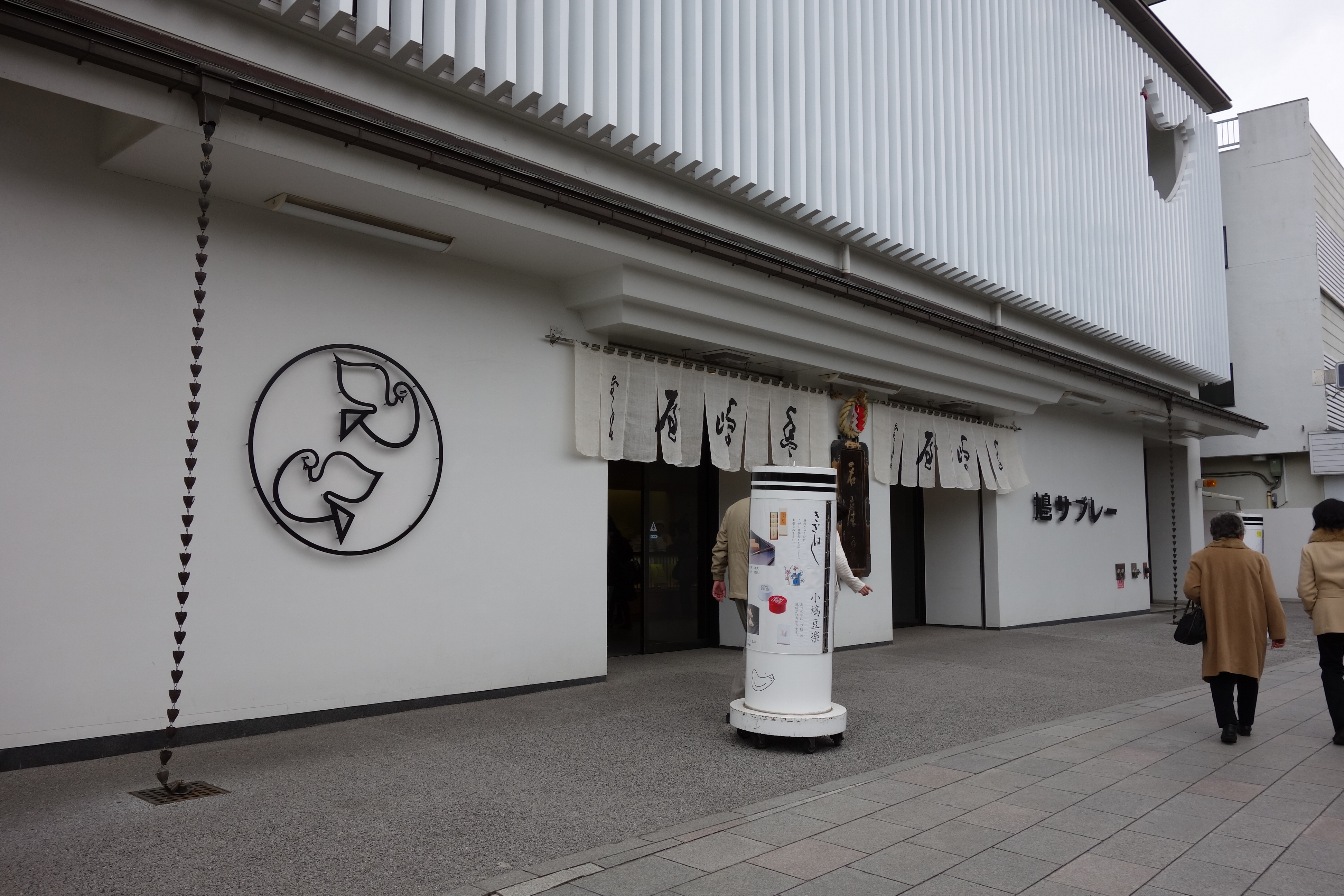
鳩サブレー
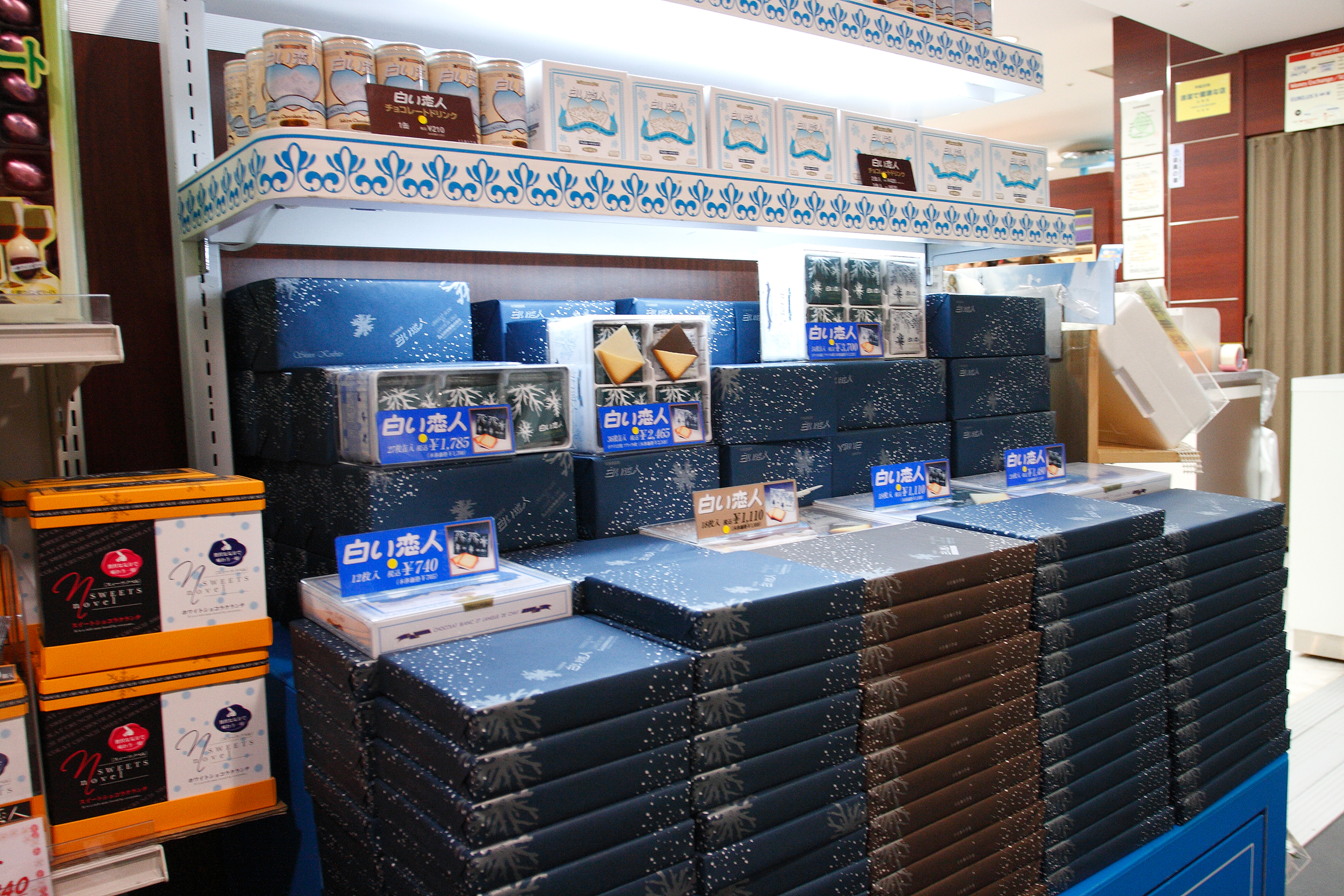
白い恋人
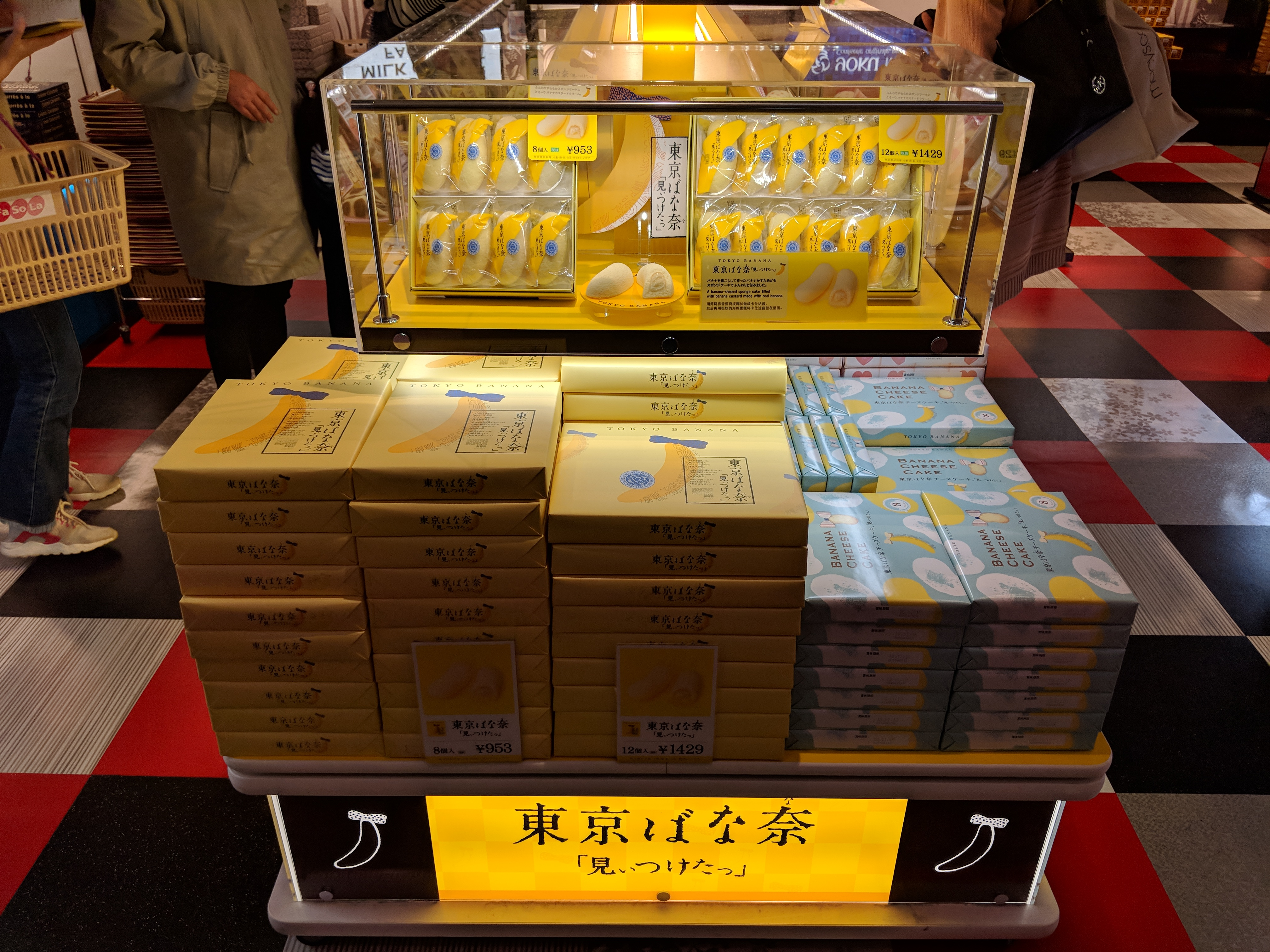
東京ばな奈

## 種類

### 銘菓・名菓
銘菓とは、菓子を献上した相手より名前を贈呈されたものや、過去の歴史や背景から菓子に名をつけたものであり、名菓とは一般的に優れたものと認められた菓子で、単に「名物の菓子」という言葉を縮めたものという説もあるが、銘菓と同じ意味合いで使われることが多い。
どちらも主に和菓子店で作られた菓子を指し、店みずから菓子に名をつける事のほうが多いが、伝統のある店では藩主や茶道の家元などに菓子を献上し、その褒美として菓子の「銘」を与えられたというものも多々見受けられる。

### 郷土菓子
言葉としては銘菓と同じ意味合いで使われているが、作られている地方において由来や出処などがはっきりしていない菓子については、郷土菓子という言葉の方を用いる場合が多い。
由来がわからないものは大概、地元で伝統的につくられている事になっている。なお甘味菓子については、江戸時代までの食生活では食に嗜好を求める余裕のある生活は考えづらく、砂糖類の入手は難しかったようではあるが、水飴などは入手が可能であり、サツマイモや果物などを利用して甘味料を使わずに作れる菓子も存在していることから、伝統のある甘味菓子の存在は食文化的に貴重と言える。

### 地域限定菓子
菓子メーカーが全国的に発売している商品を、味付けや形などを変えて、一つの地域においてのみ売り出している菓子を指す。
元は新製品の試験販売という形で、地域を限定して発売していた商品を、旅行などで訪れた人々が物珍しさから土産がわりに購入して持ち帰ることが多かったため、現在では土産菓子としての性質を強めるために、売り出される地元に由来のある味付けなどを施し、地域限定であることを強調して販売されるようになった。1990年（平成2年）に北海道・関西限定で発売された江崎グリコの「つぶつぶいちごポッキー」が原点とされている。
なお北海道限定品のように元から地元の気候風土のみを考慮して販売しているものや、沖縄県限定品など流通の関係から地元のみで生産が行われ販売されているものもある。

### 土産菓子
商品名や内容物に地元由来のものが含まれているものの、特に歴史的な背景がない菓子であり、土産物店において売られている菓子に多く、逆にそれ以外の店では見られないものが多い。

## 海外の事情
海外においても日本の土産菓子に類似した土産菓子が販売されている例がある。典型的なものとして以下の例が挙げられる。
- 月餅 - 中華圏
- 鳳梨酥（パイナップルケーキ） - 台湾
- ギャズ - イラン
- マカダミアナッツチョコレート - ハワイなど

このほか、地元の名勝や動物などをかたどったチョコレートを販売している例は数多い（中国のパンダ、シンガポールのマーライオンなど）。これらも土産菓子の一種と言えよう。

## 土産菓子の一覧
- 羊羹
- ういろう
- どら焼
- 饅頭
- 最中
- 餅菓子
- 大福
- 団子
- かりんとう
- 落雁
- 煎餅
- 瓦煎餅
- ゴーフル
- ボーロ
- コロン (菓子)
- サブレー
- まころん
- カステラ
- ブッセ